# فرودگاه منطقه‌ای کلارک
فرودگاه منطقه‌ای کلارک (به انگلیسی: Clark Regional Airport) یک فرودگاه همگانی بهره‌برداری هوایی است که یک باند فرود آسفالت دارد و طول باند آن ۱۶۷۶ متر است. این فرودگاه در کشور ایالات متحده آمریکا قرار دارد و در ارتفاع ۱۴۴ متری از سطح دریا واقع شده‌است.